# Cantó de Fresnes
Fresnes fou un cantó francès al districte de L'Haÿ-les-Roses del departament de la Vall del Marne, que comptava amb el municipi de Fresnes. Al 2015 va desaparèixer i el seu territori va passar a formar part del cantó de L'Haÿ-les-Roses.
| Data d'elecció                           | Identitat           | Partit                    | Qualitat |
| ---------------------------------------- | ------------------- | ------------------------- | -------- |
| 1976-1988                                | André Villette      | Divers gauche, després PS |          |
| 1988-2001                                | Gabriel Bourdin     | PS                        |          |
| 2001-2012                                | Jean-Jacques Bridey | PS                        |          |
| 2012-                                    | Brigitte Tironneau  | PS                        |          |
| les dades anteriors no són pas conegudes |                     |                           |          |
|                                          |                     |                           |          |

| A partir de 1990: població sense dobles comptes |